# Ravine du Gol
La ravine du Gol est une ravine française de l'île de La Réunion, département d'outre-mer dans le sud-ouest de l'océan Indien. Le cours d'eau auquel elle sert de lit, long de 17,3 km, prend sa source dans les Hauts du territoire communal des Avirons, puis passe rapidement sur celui de Saint-Louis, où elle est encore appelée ravine de Bellevue jusqu'à son confluent avec la ravine Barrage à l'entrée de la plaine du Gol, dont elle marque la limite orientale. Elle coule alors du nord-nord-est vers le sud-sud-ouest avant de se jeter dans l'étang du Gol et l'océan Indien.
La ravine est franchie par de nombreux ouvrages d'art, notamment par l'aqueduc du Gol, aqueduc aujourd'hui inscrit au titre des monuments historiques et qui autrefois alimentait l'usine du Gol en eau.